# Кливини
Кливини (у XIX ст. — Клевин, Рудня-Кливини, Рудня Клеванська.) — колишнє село в Україні Поліського району Київської області, що знято з обліку в зв'язку з відселенням мешканців внаслідок аварії на ЧАЕС.

## Географія
У селі річка Рудава впадає у річку Іллю, ліву притоку Ужа.

## Історія
Село розміщується за 27 км від колишнього районного центру Поліське (Хабне), і за 7 км від колишньої залізничної станції Товстий Ліс. Лежить на р. Ілля.
Час виникнення села невідомий. 1864 року у селі мешкало 106 осіб, 1887 року — 139 осіб, селян та різночинців. Поблизу села існували лісопильний та смоляний заводи.
1900 року у 47 дворах мешкало 288 осіб. Мешканці займалися хліборобством.
1928 року поблизу села пройшла залізниця, на якій з часом було відкрито зупинний пункт.
За даними «Історії міст і сіл УРСР», «Кливини — село, центр сільської Ради. Населення — 331 чоловік. Сільській Раді підпорядковані населені пункти Весняне й Стара Рудня. У Кливинах міститься виробнича бригада колгоспу ім. Куйбишева, центральна садиба якого — в селі Діброві. У селі є початкова школа, клуб, бібліотека.» (дані 1971 року).
Проте десь у середині 1970-х років село втрачає статус центру сільської ради. Центр сільської ради було перенесене у село Весняне. Адміністративний довідник 1979 року вказує вже Веснянську сільську раду.
Напередодні аварії на ЧАЕС у селі проживало близько 290 мешканців. Село підпорядковувалося Веснянській сільській раді Поліського району.
Село було виселене у 1986 році внаслідок сильного радіаційного забруднення 1986 року. Село офіційно зняте з обліку 1999 року через відсутність населення. Мешканців села було переселено до сіл Гланишів та Єрківці (Бориспільський район).
Після Чорнобильської катастрофи село увійшло до 30-кілометрової зони відчуження.
Частина села згоріла під час лісових пожеж у 1992 році.
З лютого по квітень 2022 року село було окуповане російськими військами внаслідок вторгнення 2022 року.